# Come'n Get Me
Come'n Get me – pierwszy singel zespołu Solid Base promujący jego drugi album, The Take Off. Ukazał się 21 kwietnia 1998.

## Teledysk
Do utworu nakręcono teledysk w baśniowym klimacie. Akcja rozgrywa się w mrocznym zamczysku. Isabelle pomaga swemu ukochanemu Theo T w ucieczce przed wampirem i jego pachołkami.

## Lista utworów
- Wydanie standardowe

1. Come'n Get Me (Radio Mix)
2. Come'n Get Me (Extended Mix)
3. Come'n Get Me (Pinocchio Remix)
4. Come'n Get Me (Kosmic Remix)
5. Come'n Get Me (Tony Loco Remix)

- Wersja z 4 utworami

1. Come'n Get Me (Radio Edit)
2. Come'n Get Me (Pinocchio Remix)
3. Come'n Get Me (Kosmic Remix)
4. Come'n Get Me (Sezam's Mix)

- Wersja 12"

1. Come'n Get Me (Pinocchio Remix)
2. Come'n Get Me (Sezam's Mix)

- Wersja japońska

1. Come'n Get Me (Radio Mix)
2. Come'n Get Me (Extended Mix)
3. Come'n Get Me (Pinocchio Remix)
4. Come'n Get Me (Tony Loco Remix)